# Terpsichore lehmanniana
Terpsichore lehmanniana là một loài thực vật có mạch trong họ Polypodiaceae. Loài này được (Hieron.) A.R. Sm. miêu tả khoa học đầu tiên năm 1993.